# Harry Potter und der Stein der Weisen
Harry Potter und der Stein der Weisen (britischer Originaltitel: Harry Potter and the Philosopher’s Stone) ist der erste Band der siebenteiligen Harry-Potter-Romanreihe von Joanne K. Rowling. Das Buch wurde am 26. Juni 1997 beim britischen Bloomsbury-Verlag mit einer Erstauflage von 5.650 Exemplaren veröffentlicht, davon 500 Hardcover-Ausgaben, die in erster Linie für Bibliotheken gedacht waren. Die deutsche Übersetzung erschien im Juli 1998 beim Carlsen Verlag. Wie auch für alle anderen deutschsprachigen Harry-Potter-Bände übernahm Klaus Fritz die Übersetzung und Sabine Wilharm hat das Cover gestaltet.
1997 gewann Harry Potter und der Stein der Weisen den Nestlé Smarties Book Prize und 1999 wurde das Buch für den Deutschen Jugendliteraturpreis in der Sparte Kinderbuch nominiert. Der erste Band der siebenteiligen Reihe wurde seit seinem Erscheinen weltweit 120 Millionen Mal verkauft und zählt damit zu den erfolgreichsten Büchern überhaupt. Allein in deutscher Übersetzung wurden mehr als 7 Millionen Exemplare verkauft. 2001 wurde die Geschichte vom Regisseur Chris Columbus mit großem Erfolg verfilmt.

## Inhalt
In der Nacht vom 1. auf den 2. November erscheinen ein geheimnisvoller, alter Zauberer namens Albus Dumbledore, die Hexe Minerva McGonagall und der Halbriese Rubeus Hagrid, der auf einem fliegenden Motorrad ein kleines Bündel mitbringt. Gemeinsam treffen sie sich vor dem Haus der Familie Dursley im Ligusterweg 4 von Little Whinging im englischen Surrey. Sie legen ein Baby in einem Leinentuchbündel vor die Tür – den verwaisten Harry Potter. Der Schwarzmagier Lord Voldemort hatte seine Eltern Lily und James Potter am Abend zuvor ermordet. Bei dem Versuch, auch den 15 Monate alten Knaben zu töten, war der Todesfluch, der für Harry  bestimmt war, auf Voldemort selbst zurückgefallen und zerstörte seinen Körper. Harry selbst hatte nur eine bleibende, blitzförmige Narbe auf der Stirn davongetragen.
Harry wächst in der spießigen Familie seiner Tante Petunia und ihres Mannes Vernon mit deren verwöhntem Sohn Dudley auf. Es zeigt sich, dass er kein gewöhnliches Kind ist, denn in seiner Umgebung geschehen immer wieder seltsame Dinge. Auch deshalb behandeln die Dursleys Harry miserabel, so muss er zum Beispiel in einem Wandschrank unter der Treppe schlafen und hat unter den Schikanen seines Cousins zu leiden. Tante Petunia verhätschelt Dudley unentwegt, während Harry keine Freunde hat und wie eine Hausmagd behandelt wird.
In den Sommerferien, kurz vor Harrys elftem Geburtstag, erhält er einen Brief aus einer „Schule für Hexerei und Zauberei“ namens Hogwarts.  Onkel Vernon und Tante Petunia versuchen, Harry am Öffnen und Lesen des Briefes zu hindern. Das Haus der Dursleys wird über mehrere Tage immer wieder mit dem gleichen Brief überflutet. In Panik fliehen die Dursleys (nebst Harry) und verstecken sich in einer kleinen Hütte auf einer Insel vor der Küste. Dort aber kreuzt Hagrid auf und überbringt Harry einen Geburtstagskuchen sowie ein Aufnahme- und Begrüßungsschreiben von Hogwarts, das ihn als Schüler zum Beginn des neuen, ersten Schuljahres erwartet. Die Dursleys versuchen mit allen Mitteln, Harry von Hagrid und von Hogwarts fernzuhalten. Sie selbst sind sogenannte „Muggel“, besitzen also keine magischen Kräfte. Aus Missgunst und Abscheu vor jeglicher Zauberei hatten sie ihm immer verschwiegen, dass seine Eltern selbst Zauberer waren und wie sie wirklich gestorben sind. Durch das beherzte Eingreifen von Hagrid ist es Harry endlich vergönnt, in die Welt der Zauberei einzutauchen. 
Hagrid stellt sich Harry als Wildhüter und Schlüsselbewahrer von Hogwarts vor und nimmt den sichtlich überraschten Jungen zunächst mit in die Winkelgasse. Das ist eine Einkaufsmeile in London speziell für Zauberer. Hier besuchen sie zunächst die Zaubererbank „Gringotts“, dann kaufen sie Unterrichtsmaterialien für die Schule. Dazu zählen unter anderem ein eigener Zauberstab, ein Zaubertrankkessel und Bücher. Harry bekommt sogar eine eigene Eule als Haustier, die wunderschöne Schneeeule Hedwig. Hagrid gibt ihm auch eine Fahrkarte für den Hogwarts-Express, der die Schüler am 1. September vom Gleis 9¾ des Bahnhofs King’s Cross von London nach Hogwarts bringt. Auf der Zugfahrt lernt Harry den gutmütigen Ron Weasley und die neunmalkluge Hermine Granger kennen, die später seine besten Freunde werden. Aber auch seinen zukünftigen Erzfeind, den hochnäsigen Draco Malfoy, der stets von seinen Spießgesellen Crabbe und Goyle begleitet wird, lernt Harry kennen. In Hogwarts begegnet Harry seinem Lehrer für Zaubertränke, Professor Severus Snape, der Harry offenbar nicht ausstehen kann und ihn schikaniert. Professor McGonagall unterrichtet Verwandlung, sie ist streng, aber gerecht. Außerdem gibt es noch das Fach Kräuterkunde, dessen Unterricht in einem Gewächshaus voller magischer und zum Teil gefährlicher Pflanzen stattfindet.
Das Internat von Hogwarts ist in einem tausend Jahre alten Schloss in Schottland untergebracht, das auf einem Berg am Ufer eines großen schwarzen Sees liegt. Im Rahmen der Einführungsfeier werden die Erstklässler von einem sprechenden Hut einem der vier Schulhäuser Gryffindor, Hufflepuff, Ravenclaw und Slytherin, benannt nach den vier Gründern der Schule, zugeteilt, die für die Schüler eine Art Familie darstellen. Harry kommt, wie Ron und Hermine, in das Haus Gryffindor. In seiner Begrüßungsrede erinnert der Schulleiter Albus Dumbledore die Schüler daran, dass es viele Regeln zu beachten gilt. Etwa darf in den Pausen nicht auf den Gängen gezaubert werden, und der Verbotene Wald auf den Ländereien des Schlosses wie auch bestimmte Teile des Gebäudes sind tabu. Für die Einhaltung der Gebote sorgen der Hausmeister Argus Filch und seine treue Katze namens Mrs. Norris.
Das provozierende Auftreten einer boshaften Clique von Slytherins um Draco Malfoy führt schon bald dazu, dass Harry und seine Freunde die Schulregeln nicht immer einhalten. Infolgedessen entdecken sie auf der Flucht vor Hausmeister Filch einen großen, dreiköpfigen Hund, der etwas Wertvolles zu bewachen scheint. Ihre weiteren Nachforschungen ergeben, dass es sich dabei um den Stein der Weisen handelt, der auf besondere Anweisung des Schulleiters in der Schule verwahrt und bewacht wird. Grund dafür ist ein gescheiterter Versuch, ihn aus Gringotts zu stehlen.
In Hogwarts wird eine magische Sportart namens „Quidditch“ gelehrt, die auf fliegenden Besen und mit verschiedenen Bällen ausgetragen wird. Schon während der ersten Besenflug-Übungsstunde wird Harry als echtes Naturtalent entdeckt und sofort in die Quidditch-Mannschaft seines Hauses aufgenommen. Während seiner ersten Partie dieses Ballspiels der Schulhäuser gegeneinander wird Harrys Besen verhext und er stürzt beinahe ab. Es verstärkt sich in ihm der Verdacht, dass Professor Snape im Auftrag von Lord Voldemort dahinterstecken könnte. Voldemort war vor vielen Jahren, genau wie Harrys Eltern, Absolvent des Zaubererinternats gewesen. Jetzt scheint das, was von ihm übrig ist, den Stein der Weisen stehlen zu wollen, um seinen alten Körper wiederzuerlangen und obendrein unsterblich werden zu können.
Zu Weihnachten erhält Harry von einem unbekannten Gönner einen seltenen Tarnumhang, der seinem Vater gehört hatte und der seinen Träger unsichtbar macht. Bei seinen nächtlichen Streifzügen unter dem Umhang durch das Schloss stößt Harry auf den geheimnisvollen Spiegel Nerhegeb, der ihn zusammen mit seinen Eltern zeigt. Unterdessen erwirbt Hagrid ein Drachenei und versucht, den geschlüpften „Norwegischen Stachelbuckel“ Norbert illegalerweise aufzuziehen. Dummerweise kommt Draco Malfoy dahinter und ist kurz davor, Hagrid zu verpetzen. Harry, Hermine und Ron können Hagrid überreden, den Drachen in die Obhut von Rons Bruder Charlie zu geben, der in einem Drachenreservat in Rumänien arbeitet.
Harry und seine Freunde haben zwar keine Beweise, jedoch wächst vor allem Harrys Überzeugung stetig, dass Professor Snape den Stein der Weisen für Lord Voldemort stehlen will. Harry, Ron und Hermine machen sich des Nachts auf den Weg zum Versteck des Steins, um ihn vor Diebstahl zu bewahren. Sie müssen dabei verschiedene Rätsel lösen und Fallen überwinden: Nachdem sie am dreiköpfigen Wachhund Fluffy vorbei sind und sich aus einer Teufelsschlinge befreit haben, muss Harry auf einem Besen einen Schlüssel aus der Luft fangen, um damit die nächste Tür aufzusperren. Bei der Überquerung eines magischen Riesenschachbretts, bei dem die drei als Figuren mitspielen, opfert sich Ron, um den anderen beiden das Weiterkommen zu ermöglichen. In einem weiteren Raum liegt ein bereits überwältigter Troll und im nächsten Raum löst Hermine ein Zaubertrankrätsel, muss aber selbst zurückbleiben.
Im letzten Raum findet Harry den Spiegel Nerhegeb vor. Dort trifft Harry zu seiner Verwunderung nicht auf Professor Snape, sondern auf Quirinus Quirrell, den sich ängstlich gebenden Professor für das Fach Verteidigung gegen die dunklen Künste. Wie sich herausstellt, hat Lord Voldemort von Quirrells Körper Besitz ergriffen: Auf der Rückseite von seinem Kopf, verborgen unter einem Turban, enthüllt er das Gesicht Voldemorts. Nach einem Blick in den Spiegel hat Harry unversehens den begehrten Stein in seiner Tasche und setzt alles daran, ihn von Quirrell/Voldemort fernzuhalten. Quirrell versucht zwar, Harry zu überwältigen, doch jedes Mal, wenn er Harry berührt, breiten sich Brandblasen auf seiner Haut aus und er scheint quälende Schmerzen zu erleiden. Obwohl auch Harrys Narbe schrecklich schmerzt, kann er Quirrell niederringen und wird dann bewusstlos.
Harry kommt im Krankenflügel wieder zu sich. Von Albus Dumbledore erfährt er etliche Hintergründe, unter anderem, dass Voldemort ihn nicht berühren konnte, weil seine Mutter einst ihr Leben für ihn geopfert hatte und Harry damit zu einem sehr mächtigen Schutz vor Voldemort verholfen hat. Auch hatte nicht Severus Snape Harry nach dem Leben getrachtet, sondern ihn im Gegenteil gerettet, um damit eine alte Schuld zu begleichen: Harrys Vater hatte ihm ebenfalls einmal das Leben gerettet. Auch das Rätsel um den Spiegel Nerhegeb wird aufgelöst: der Spiegel zeigt dem Betrachter seinen größten Herzenswunsch. Weil Harry den Stein der Weisen retten, aber nicht benutzen wollte, hatte der Spiegel den Stein freigegeben. Zu guter Letzt war es der Schulleiter selbst gewesen, der Harry zu Weihnachten den Tarnumhang seines Vaters geschickt hatte.

## Auflage und Ausgaben
Die Erstauflage vom 26. Juni 1997 umfasste 500 Hardcover-Exemplare. Die deutsche Übersetzung erschien am 21. Juli 1998 mit einer Startauflage von 8.000 Exemplaren. In den USA wurde das Buch vom Scholastic-Verlag im September 1998 mit einer Auflage von 50.000 Exemplaren veröffentlicht. Scholastic änderte den Titel in Harry Potter and the Sorcerer’s Stone, weil er sich von einem stärkeren Fokus auf Magie durch das Wort „Sorcerer“ höhere Absatzchancen versprach, wogegen die Vokabel „Philosopher“ möglicherweise Assoziationen zur Philosophie geweckt hätte. Die Entscheidung wurde kritisiert, weil durch den geänderten Titel der Bezug zur Alchemie verloren ging. Außerdem wurden für die US-Ausgabe eine Reihe von Formulierungen vom britischen ins amerikanische Englisch übertragen, um den Lesegewohnheiten der US-Amerikaner entgegenzukommen. Die Verfilmung des Werks erschien in den USA ebenfalls unter dem geänderten Titel, siehe Veröffentlichung des Filmes.
Neben den Originalausgaben sowie den Paperback-Editionen wurden auch Erwachsenenausgaben mit geänderter Covergestaltung veröffentlicht. 2015 erschien eine komplett illustrierte Ausgabe mit Illustrationen von Jim Kay.
Die britische Originalausgabe umfasst 223, die US-amerikanische 309 und die deutsche Ausgabe 335 Seiten.

### Englische Ausgaben
- Joanne K. Rowling: Harry Potter and the Philosopher’s Stone. Bloomsbury, London 1997, ISBN 0-7475-3269-9. (Gebundene Ausgabe)
- Joanne K. Rowling: Harry Potter and the Sorcerer’s Stone. Scholastic Inc., New York 1998, ISBN 0-590-35342-X. (Taschenbuch)
- Joanne K. Rowling: Harry Potter and the Philosopher’s Stone. Bloomsbury, London 2004, ISBN 0-7475-7360-3. (Gebundene Ausgabe für Erwachsene)
- Joanne K. Rowling: Harry Potter and the Philosopher’s Stone. Bloomsbury, London 2004, ISBN 0-7475-3274-5. (Taschenbuch)
- Joanne K. Rowling: Harry Potter and the Philosopher’s Stone. Bloomsbury, London 2015, ISBN 978-1-4088-4564-6. (Gebundene Ausgabe mit Illustrationen von Jim Kay)
- Joanne K. Rowling: Harry Potter and the Sorcerer’s Stone. Arthur A. Levine, New York 2015, ISBN 0-545-79035-2. (Gebundene Ausgabe mit Illustrationen von Jim Kay)
- Joanne K. Rowling: Harry Potter and the Philosopher’s Stone. Bloomsbury, London 2015, ISBN 978-1-4088-7187-4. (Gebundene Ausgabe mit Illustrationen von Jim Kay; Prachtausgabe)

### Deutsche Ausgaben
- Joanne K. Rowling: Harry Potter und der Stein der Weisen. Carlsen, Hamburg 1998, ISBN 3-551-55167-7. (Gebundene Ausgabe)
- Joanne K. Rowling: Harry Potter und der Stein der Weisen. Carlsen, Hamburg 2000, ISBN 3-551-55200-2. (Gebundene Ausgabe für Erwachsene)
- Joanne K. Rowling: Harry Potter und der Stein der Weisen. Carlsen, Hamburg 2005, ISBN 3-551-35401-4. (Taschenbuch)
- Joanne K. Rowling: Harry Potter und der Stein der Weisen. Carlsen, Hamburg 2015, ISBN 978-3-551-55901-2. (Gebundene Ausgabe mit Illustrationen von Jim Kay)
- J. K. Rowling: Harry Potter und der Stein der Weisen. Carlsen, Hamburg 2018, ISBN 978-3-551-55741-4. (Gebundene Neuauflage zum 20. Jubiläum der deutschen Ausgabe)

### Hörbuch
- Joanne K. Rowling: Harry Potter und der Stein der Weisen. Der Hörverlag, München 1999, ISBN 3-89584-701-1. (Gelesen von Rufus Beck)
- Die britische Ausgabe wird von Stephen Fry gelesen. Sie wurde Weihnachten 2000 vollständig im englischen Radio ausgestrahlt.
- Die US-amerikanische Ausgabe liest Jim Dale.

## Kommerzieller Erfolg
Harry Potter und der Stein der Weisen gehört mit 120 Millionen Exemplaren zu den weltweit meistverkauften Büchern überhaupt. Allein im Vereinigten Königreich wurden bisher über 4,2 Millionen Exemplare des ersten Bandes verkauft. In seiner deutschen Ausgabe belegte das Buch in den Jahren 2000 bis 2002 insgesamt 50 Wochen lang Platz 1 der Spiegel-Bestsellerliste und verkaufte mehr als 7 Millionen Exemplare.
Die weltweiten Verkaufszahlen der Harry-Potter-Serie belaufen sich bis heute auf mehr als 600 Millionen Exemplare in 85 Sprachen. In deutscher Sprache wurden vom Carlsen Verlag 37 Millionen Exemplare verkauft.
Einzelne Exemplare der ersten 500 Stück umfassenden britischen Hardcover-Auflage von 1997 haben bei Auktionen schon mehrfach Preise im fünfstelligen Bereich erzielt.